# Балаклавська бухта
Балакла́вська бухта (крим. Balıqlava körfezi) — одна з бухт, розташованих в межах «Великого Севастополя». На берегах бухти — давнє місто Балаклава, яке сьогодні є районом Севастополя.

## Особливості бухти
Балаклавська бухта є наслідком тектонічного розлому, врізана у скельний масив на північ до 1500 м. Ширина 200—400 метрів (найвужче місце — 45 метрів), глибина 5—10 метрів в верхів'ї, до 25 метрів побіля пляжу і до 35 метрів на горловині. Вхід у бухту — між мисами Георгія (він же Балаклавський, східний берег) і мисом Курона (він же Західний, Батарейний). Біля входу до бухти на східному березі — гора Кріпосна (Кастрон) з руїнами генуезької фортеці Чембало. Бухта вигнута, мальовнича, прихована горами, непомітна з боку моря. Фарватер звивистий.

## Назва
Стародавній географ Страбон згадує про існування тут поселення Сюмболон-лімен «Гавань символів, призвісток». Звідси генуезьке Чембало. Можливо саме вона згадується у «Одіссеї» Гомера як Бухта листригонів. У античні часи тут знаходився порт Симболон, а в середньовіччі — порт Ямболі. Сучасна назва походить від турецького *balyk «риба» та *juva «гніздо» — «Місце, багате рибою». Назва утворена за допомогою суфікса -ська.

## Історія
До XX ст. бухта славилася великими уловами кефалі і скумбрії. Тут базувалася 14-я дивізія підводних човнів Чорноморського Флоту СРСР. З 1957 по 1993 рр. в Балаклавській бухті розташовувався один із найсекретніших об'єктів чорноморського флоту («об'єкт № 825 ГТС»), завод і база, побудовані в 1957—1961 рр. в горі Таврос для ремонту підводних човнів і сховище торпед з ядерними бойовими частинами. Сьогодні — це музейний комплекс «Балаклава».